# Theo Weeks
Theo Lewis Weeks (* 19. Januar 1990 in Montserrado) ist ein vereinsloser liberianischer Fußballspieler.

## Verein
Weeks startete mit dem Fußballspielen beim heimischen Verein Watanga FC. Von dort wechselte er 2008 zu Ankaraspor und absolvierte 30 Pflichtspiele. Als der Verein in der Meisterschaftssaison 2009/10 disqualifiziert wurde, wechselte Weeks erst leihweise und später fest zu MKE Ankaragücü. Zum Frühjahr 2012 konnte dann auch Ankaragücü die Spielergehälter nicht bezahlen und musste so mehrere Spieler freistellen. Eines dieser freigestellten Spieler war Theo Weeks, und dieser einigte sich wenige Tage nach der Freistellung mit dem Zweitligisten Göztepe Izmir. Von 2013 bis 2015 folgte dann Marítimo Funchal in Portugal und anschließend Ermis Aradippou. Dieser verlieh ihn zum FK Qəbələ nach Aserbaidschan. Anfang 2018 wechselte er zum al-Ansar FC nach Beirut und von dort im Sommer weiter zum Mirbat SC in die Oman Professional League. Nach dieser Zeit kehrte Weeks im Januar 2019 zurück auf Zypern und stand die folgenden zwei Jahre bei Alki Oroklini, dem Karmiotissa FC und Omonia Aradippou unter Vertrag. Seit Anfang 2021 ist der Mittelfeldakteur ohne neuen Verein.

## Nationalmannschaft
Von 2008 bis 2016 absolvierte Weeks 25 Partien für die liberianische A-Nationalmannschaft und erzielte dabei einen Treffer. Dieser fiel am 9. Oktober 2010 im Afrika Cup-Qualifikationsspiel gegen Mali, als er bei der 1:2-Auswärtsniederlage in der 43. Minute zum zwischenzeitlichen Ausgleich traf.